# 罗阿诺克 (印第安纳州)
罗阿诺克（Roanoke），美国印第安纳州亨廷頓縣的一个城镇，位于该县东北部。总面积3.13平方公里，总人口1,722（2010年）。